# Patrick Sullivan (cestista)
Patrick Sullivan (Orlando, 9 luglio 1988) è un ex cestista statunitense, professionista nella NBDL e in Europa.